# بریتنی و کوین: هرج‌ومرج (ئی‌پی)
بریتنی و کوین: هرج و مرج اولین آلبوم چندآهنگه (ئی‌پی) توسط هنرمند ضبط کننده آمریکایی بریتنی اسپیرز است که در تاریخ ۲۶ سپتامبر ۲۰۰۵ از طریق جایو رکوردز به عنوان لوح فشرده بریتنی و کوین: هرج و مرج برای دانلود موسیقی منتشر شد. در ئی‌پی سه آهنگ شامل: «هرج و مرج»، «روزی (خواهم فهمید)» و «مونا لیزا» و در نسخه انگلستان و ژاپن شامل آهنگ جدید دیگری با عنوان «حالا بهت رسیدم» بود.

## فهرست آهنگ
| Britney & Kevin: Chaotic – Standard edition | Britney & Kevin: Chaotic – Standard edition | Britney & Kevin: Chaotic – Standard edition | Britney & Kevin: Chaotic – Standard edition |
| شماره                                       | نام                                         | نویسنده(ها)                                 | مدت                                         |
| ------------------------------------------- | ------------------------------------------- | ------------------------------------------- | ------------------------------------------- |
| ۱.                                          | «هرج و مرج»                                 |                                             | ۳:۳۳                                        |
| ۲.                                          | «روزی (خواهم فهمید)»                        | بریتنی اسپیرز                               | ۳:۳۸                                        |
| ۳.                                          | «مونا لیزا»                                 |                                             | ۳:۲۷                                        |
| مجموع مدت:                                  | مجموع مدت:                                  | مجموع مدت:                                  | ۱۰:۳۶                                       |

| فهرست آهنگ | فهرست آهنگ       | فهرست آهنگ |
| شماره      | نام              | مدت        |
| ---------- | ---------------- | ---------- |
| ۴.         | «حالا بهت رسیدم» | ۳:۴۲       |
| مجموع مدت: | مجموع مدت:       | ۱۴:۲۱      |

| فهرست آهنگ | فهرست آهنگ                                           | فهرست آهنگ  | فهرست آهنگ |
| شماره      | نام                                                  | نویسنده(ها) | مدت        |
| ---------- | ---------------------------------------------------- | ----------- | ---------- |
| ۴.         | «روزی (خواهم فهمید)» (Hi-Bias Signature Radio Remix) | اسپیرز      | ۳:۴۶       |
| مجموع مدت: | مجموع مدت:                                           | مجموع مدت:  | ۱۸:۱۰      |